# Homofil mozgalom
A homofil mozgalom a második világháború után Nyugat-Európában és Észak-Amerikában kialakult, a homoszexuálisok társadalmi elfogadásáért küzdő mozgalom volt. Bár a későbbiek során számos kritika érte túlzott konformizmusáért, tény, hogy a homofil szervezetek voltak a világ első melegszervezetei, és hogy az adott társadalmi környezetben már a mozgalom korlátozott célkitűzései is komoly ellenérzéseket, olykor retorziókat váltottak ki.

## A mozgalom története
Bár a homoszexuálisok társadalmi elfogadásáért indult mozgalmak a 19. század második felére vezethetőek vissza (ekkor indult meg a homoszexuális kapcsolatok büntetőjogi üldözése elleni fellépés, amelynek vezéralakjai Kertbeny Károly, Karl Heinrich Ulrichs vagy Magnus Hirschfeld voltak), és a húszas–harmincas években Európa több nagyvárosában volt pezsgő meleg és leszbikus élet, a nácik németországi hatalomra kerülése és a II. világháború kettétörte a kibontakozóban lévő melegmozgalmat. 
A II. világháború vége után sorra jöttek létre Nyugat-Európa országaiban a homofil irányultságú szervezetek. Hollandiában 1946-ban hozták létre a máig működő Kulturális és Szabadidő Központot (Cultuur en Ontspanningscentrum – COC), amely a világ első meleg és leszbikus szervezete volt. Két évvel később Dániában Axel Axgil megalapította a Forbundet af 1948 nevű szervezetet. A Forbundet af 1948 svéd tagszervezete 1949-ben, norvég tagszervezete 1950-ben jött létre. A homofil elnevezést 1950-ben egymástól függetlenül kezdte el használni a holland Jaap van Leeuwen és a dán Helmer Fogedgaard. Céljuk az volt, hogy a homoszexuális túlzottan testiségre összpontosító elnevezés helyett az azonos neműek közti kapcsolat romantikus jellegét hangsúlyozó megnevezést találjanak. 
1950-ben a Forbundet af 1948 svéd tagszervezete Szövetség a Szexuális Egyenlőségért (Riksförbundet för sexuellt likaberättigande – RFSL) néven függetlenné vált. Ugyanebben az évben az Egyesült Államokban megalapították a Mattachine Társaságot (Mattachine Society). 1952-ben jött lére a ONE, Inc., amelynek havilapja 1954-ben már több mint 16 000 példányban jelent meg. 1955-ben Bilitis Lányai (Daughters of Bilitis) néven megalakult az első leszbikus szervezet is. Franciaországban 1954-ben André Baudry Arcadie címmel indított melegeket megcélzó folyóirat, majd három évvel később megalakult a Latin Országok Irodalmi és Tudományos Klubja (Club Littéraire et Scientifique des Pays Latins), amelyet az alapító azonossága miatt gyakran szintén Arcadie néven emlegetnek. Nagy-Britanniában 1958-ban Társaság a Homoszexuális Törvény Reformjáért (British Homosexual Law Reform Society) néven alakult homofil szervezet.
A homofil szervezetek közös jellemzője volt, hogy rendkívül nagy figyelmet fordítottak a diszkrécióra. A Mattachine Társaság például különálló sejtekből állt, amelynek tagjai nem vagy alig ismerték egymást. A szervezetek gyakran érveltek úgy, hogy a homoszexualitás nem bűn, hanem veleszületett állapot, a homoszexuális emberek ezért szánalmat, nem pedig üldöztetést érdemelnek. A homofil összejövetelek vendégei gyakran voltak orvosok, pszichológusok, akik a tudomány álláspontját ismertették a homoszexualitás kérdéséről. A homofil mozgalom alapbeállítottságát Michael Sibalis kanadai történész így foglalta össze: „mivel a homoszexuálisokkal szembeni ellenérzés alapja botrányos és kicsapongó viselkedésük, a hatóságok és a közvélemény szimpátiáját úgy lehet megnyerni, ha a homoszexuálisok diszkrétnek, méltóságteljesnek, erkölcsösnek és tiszteletreméltónak mutatkoznak”.
A hatvanas évek során az amerikai melegmozgalom fokozatosan átalakult, a meleg és leszbikus közösség láthatósága megnőtt, a szervezetek stratégiájában egyre nagyobb szerepet kaptak a polgárjogi mozgalom hagyományos eszközei, a felvonulások és sit-inek. A baloldali ihletettségű ellenkulturális mozgalmak előretörésével a mozgalom retorikája és követelései is átalakultak, az évtized végére a homofil mozgalom helyét átvette a meleg felszabadítási mozgalom.

## Külső hivatkozások
- A COC honlapja
- Amerikai homofil kiadványok tartalomjegyzékei
- Az Arcadie folyóirat tartalomjegyzékei
- Bilitis Lányai – az Encyclopedia of gay, lesbian, bisexual, transgender and queer culture szócikke
- Mattachine Társaság – az Encyclopedia of gay, lesbian, bisexual, transgender and queer culture szócikke